# HomeAway
HomeAway Inc. era un'azienda statunitense che gestiva l'omonimo sito internet per l'affitto di case per vacanza.

## Storia
HomeAway nasce ad nel 2004 con il nome di CEH Holdings. Dalla nascita acquista diversi siti, raggruppati poi nel 2006.
Nel 2009 sposta la propria sede ad Austin, capitale del Texas, e riceve la LEED (Leadership in Energy and Environmental Design).
Nel 2015 viene acquistata da Expedia Inc e diviene parte dell'Expedia Group.
Nel 2020 HomeAway e VRBO vengono accorpati e il sito web rinominato unicamente a Vrbo.